# Alianza para el Desarrollo y la Democracia (Zambia)
El Alianza para el Desarrollo y la Democracia es un partido político de Zambia de ideología liberal. Formado en 2010 con personas que emigraron del Partido Unido para el Desarrollo Nacional. Charles Milupi unificó esta colectividad.
En las elecciones de 2011 se presentó con la candidatura de Charles Milupi para Presidente, quien logró el cuarto lugar, con 0,94% de los votos. En la Asamblea Nacional lograron 1 parlamentario, tras obtener en total 1,18% de las preferencias.